# Paratettix gracilis
Paratettix gracilis är en insektsart som först beskrevs av Bruner, L. 1906.  Paratettix gracilis ingår i släktet Paratettix och familjen torngräshoppor. Inga underarter finns listade i Catalogue of Life.